# Трахихтиевидные
 Трахихтиевидные (лат. Trachichthyoidei) — подотряд морских лучепёрых рыб отряда Trachichthyiformes. Представители подотряда широко распространены в субтропических и тропических зонах Атлантического, Индийского и Тихого океанов.
Выделение подотряда основано на следующих анатомических признаках: невральные дуги невральной дуги не сращены с невральным остистым отростком позвонка. На зубной пластине четвёртой фарибранхиалии глоточные зубы отсутствуют.
В состав подотряда включают три современных семейства с 16 родами и 62 видами и одно вымершее семейство:
- Anomalopidae — Фонареглазовые
- Monocentridae — Шишечниковые
- Trachichthyidae — Большеголовые
- † Pseudomonocentrididae